# Vieux lituanien
Le vieux lituanien correspond aux premières attestations écrites du lituanien. Il diffère à certains égards de manière importantes du lituanien d'aujourd'hui.